# Plastidom
Plastidom é uma indústria cujo objectivo central é o fabrico e comercialização de produtos em plástico, com expressão na Península Ibérica.
Fabricante da marca internacional Domplex, particularmente conhecida em Portugal e Espanha, nas seguintes áreas:
- vasta gama de paletes e contentores-palete em plástico, bem como as mais diversas embalagens em plástico para os mais distintos sectores da indústria e agricultura
- artigos em plástico para uso doméstico ou no escritório

## História
A fundação da Plastidom - Plásticos Industriais e Domésticos Lda ocorreu em 11 de Julho de 1959.
Em 1964, Ilidio do Livramento Rufino integrou a Sociedade e assumiu a Direcção Executiva.
As medidas tomadas centraram-se nos seguintes objectivos:
- especialização da produção
- aperfeiçoamento da qualidade
- inovação, ao nível de modelos e tecnologias
- métodos de eficácia nas áreas administrativa e de contabilidade
- controlo da produção

A implementação de novos modelos, empregando materiais e design actualizados, e a aplicação da cultura da qualidade pelo envolvimento de toda a Equipa da Empresa, conduziu à criação de uma marca própria, Domplex, em 1967.
O sucesso dos novos produtos no mercado e o prestígio gradual da marca Domplex foram assinaláveis.
Pela qualidade e novidade dos produtos colocados no mercado, dos serviços adicionais, de mais disponibilidade para o cliente, do aperfeiçoamento das tecnologias, para o que foram necessários investimentos continuados, a Plastidom foi gradualmente superando a enfrentação com a concorrência e afirmando-se progressivamente no mercado nacional e internacional.
Muitos dos moldes para o fabrico de produtos criados pela Plastidom foram adquiridos em segunda mão por fabricantes em países da Europa, da África e da América.
Em 1974, à data da radical transformação política em Portugal, a Plastidom tinha já objectivos de investimento mais ousados, que vieram a concretizar-se apenas em 1982/1983 por via da instabilidade política, económica e social.
Em 1983, a Plastidom propõe ao mercado paletes e contentores-palete Domplex. Para o fabrico destes produtos de elevada dimensão, foi necessário equipamento de tecnologia recente e grande porte, sendo a Plastidom a primeira empresa em Portugal a dispor de uma máquina de injecção de polímeros de 3.500 toneladas e moldes cujos tamanhos jamais haviam sido fabricados no país.
Este período foi crucial para a Plastidom, porque os investimentos foram intensos e as condições económicas não eram, de todo, propícias aos riscos, embora calculados, que então foram assumidos. A Plastidom foi contornando as dificuldades e, pouco a pouco, consolidando a sua posição no mercado e expandindo as suas áreas de negócio.
Em 1998 a empresa é transformada em sociedade anónima com a denominação Plastidom - Plásticos Industriais e Domésticos, SA e reforça o seu capital, que em 2000, é convertido para Euros, no valor de 1.500.000,00€.
A crescente projecção da Plastidom no mercado nacional e internacional, e a resposta aos desafios que não são já apenas no contexto da União Europeia, mas também da Globalização, suscitam um novo projecto de inovação e capacidade tecnológica e estrutural.
Esse novo projecto abarcou o investimento numa máquina de 6.000 toneladas, de novo a maior introduzida em Portugal, de moldes mais uma vez, na altura, os maiores fabricados no país, para o fabrico da terceira geração de Contentores-palete.
Em 2000, concluiu-se novo pavilhão na Zona Industrial da Barosa, onde passaram a funcionar os serviços administrativos, comerciais e de logística.
Em 2002 a Plastidom viu o seu esforço de inovação reconhecido num dos seus artigos, designado Kidstore Domplex ref. 778, merecedor do Prémio Sena da Silva.
Em 2003 destaca-se o aparecimento da quarta geração de contentor-palete, com dimensões 1200mm x 1200mm de base, dando assim resposta às necessidades detectadas no mercado central europeu.
Em 2005 é criada a Empresa Domplex Logis, especializada na gestão de suportes logísticos.
Em 2011 é lançado o primeiro contentor-rebatível de dimensões 1200mm x 1000mm e um contentor-rebatível( ref. Domplex 901) versátil com dimensões 800mmx600mm com várias posições que permitem altura variável.
Em 2014 foi instalada em Portugal a primeira máquina de injeção de 7.000 toneladas.
Em 2015 a Plastidom Euro-Iberia, SA, com sede em Espanha, passou para instalações definitivas em Lóbon.

## Marcas
Domplex | Larplex | Hurion | Reciplex

## Ligações Externas
- plastidom
- poscosecha
- kompass